# Acid western
Acid western – odmiana westernu charakteryzująca się odrealnioną, niepokojącą, surrealistyczną, oniryczną lub narkotyczną atmosferą. Filmy tego typu naruszają konwencję gatunkową, mogą zawierać wiele elementów przemocy oraz kreować postać antybohatera. 
Autorem terminu acid western jest krytyk filmowy Jonathan Rosenbaum, który zastosował to określenie w latach 90. do filmu Jima Jarmuscha Truposz, pojęcie to spopularyzowało się i posłużyło następnie do opisu innych, także wcześniejszych od Truposza, filmów.
Do acid westernów należą m.in. Niesłusznie oskarżeni Monte Hellmana, Kret Alejandro Jodorowsky’ego, Walker Alexa Coxa oraz Truposz Jima Jarmuscha.